# リル・トゥイスト
リル・トゥイスト（英: Lil Twist、本名: クリストファー・ムーア、1993年1月11日 - ）とは、アメリカ合衆国テキサス州ダラス出身のラッパーである。
2010年にヤング・マネー・エンターテインメントと契約し、翌年にはXXLのフレッシュマンリストに選ばれている。